# 嶺海名勝志
嶺海名勝志是明朝郭裴所著的一本记载广东地方事迹、人物和典章制度的专志。于万历廿四年（1596年）成书。
全书分名胜古迹与文类两大项。文类又分纪传、诗赋、奏疏、寺院碑记等。记有广东名胜20处。
首叙其沿革，知其历史；次而列图、现其模形；再次歌咏之，抒其性灵；再其次而辑录有关诗文，以备考订。
所记详审，恍如置身其间。又所记尤多书院、庙字之金石碑刻，今多不传，对保存古迹史料尤为珍贵。

## 参看
- 郭裴

- 广东通志

- 粵大記